# Jukeboxmusikal
En jukeboxmusikal är en musikal på scen eller film, vars sångnummer och musik är kända sen tidigare, motsats till att de skrivits för ändamålet att vara med i musikalen/musikalfilmen. Låtarna har vanligtvis en gemensam nämnare, till exempel att de är skrivna för eller åtminstone framförda av en och samma artist eller musikgrupp.
Låtarna sätts ihop i ett dramatiskt sammanhang, ibland som en biografisk historia om artisternas liv, men det kan också vara så att handlingen inte har någon som helst koppling till originalartisten. Flera jukeboxmusikaler har varit relativt framgångsrika (till exempel Buddy - The Buddy Holly Story, en musikal om Buddy Hollys liv som spelades på West End i 13 år mellan 1989 och 2003). Ett annat exempel på jukeboxmusikal är Mamma Mia!, baserad på musik av Abba.
Kritikernas mottagande av jukeboxmusikalen har varit delat, med den vanligaste kritiken att det blir en tävling om hur många låtar manusförfattarna lyckas väva in i berättelsen. Vissa jukeboxmusikaler, som Lennon and Good Vibrations har varit total flopp både ekonomiskt och hos kritikerna. Andra, till exempel Jersey Boys och All Shook Up har hyllats och blivit populära både bland artisternas fans och kritikerna.
Begreppet "jukeboxmusikal" myntades först under 1940-talet syftande på spelfilmer som i det stora byggde på hitlåtar.[källa behövs] Exempel på dessa är Jam Session (1944), Rock Around the Clock (1956), Juke Box Rhythm (1959), och Yeah! Yeah! Yeah! (1964).